# Serres (Aude)
 Serres  en francés y oficialmente, Sèrras en idioma occitano, es una localidad y comuna francesa, situada en el departamento del Aude en la región de Languedoc-Roussillon. 
A sus habitantes se les conoce en idioma francés por el gentilicio Serrains.

## Demografía
| 52 | 62 | 72 | 41 | 55 | 58 |
| Para los censos de 1962 a 1999 la población legal corresponde a la población sin duplicidades (Fuente: INSEE [Consultar]) |    |    |    |    |    |